# Новорождественка (Муромцевский район)
Новорождественка — деревня в Муромцевском районе Омской области России, в составе Костинского сельского поселения .

## История
Основана в 1891 году. В 1928 году село Ново-Рождественское состояло из 178 хозяйств, основное население — русские. Центр Ново-Рождественского сельсовета Большереченского района Тарского округа Сибирского края.

## Население
| 1926 | 2010 |
| ---- | ---- |
| 1011 | ↘236 |